# Philodromus bosmansi
Philodromus bosmansi es una especie de araña cangrejo del género Philodromus, familia Philodromidae. Fue descrita científicamente por Muster & Thaler en 2004.

## Distribución
Esta especie se encuentra en Argelia.